# سينوسيون أكوبا
سينوسيون أكوبا السمكة الضعيفة أكوبا أو الباشير الأسود أو النهاش الرمادي، هي نوع من الأسماك ذات شعاعيات الزعانف التي تنتمي إلى عائلة البهاريات، والطبول والكرواكر. عُثِرَ على هذِهِ السمكة في غرب المحيط الأطلسي.

## التصنيف
وصفت سينوسيون أكوبا لأول مرة رسميًا باسم شيلوديبتريس أكوبا من قبل عالم الطبيعة الفرنسي برنار جيرمان دي لاسيبيد مع نوع المنطقة المحلية المعطاة كايين في غيانا الفرنسية. وصُنِف جنس سينوسيون في الإصدار الخامس من أسماك العالم في عائلة البهاريات، مع الطبول والكرواكر.

## الوصف
تحتوي سينوسيون أكوبا على جسم مستطيل الشكل. الرأس منخفض، مع كون التاج صلبًا مع عيون متوسطة الحجم وفم مائل كبير. هناك العديد من صفوف الأسنان الصغيرة مع زوج من الأسنان الكبيرة المدببة في مقدمة الفك العلوي. يزداد حجم الصف الداخلي للأسنان في الفك السفلي تدريجياً باتجاه آخر الفك. لا توجد حدود أو مسام على الذقن. يكون السطح الأولي ناعمًا ويتم قطع الزاوية العلوية للشق الخيشومي. الزعنفة الظهرية طويلة القاعدة ومحفورة بعمق مع 10 أشواك أمام الشق وعمود فقري واحد وما بين 17 و 22 شعاعًا ناعمًا، عادة من 18 إلى 20. الزعنفة الشرجية مدعومة بشوكتين صغيرتين، أقل من نصف الطول من أول شعاع الزعنفة الشرجية، ومن 7 إلى 9. لديه قشور كبيرة على الرأس. يصل الخط الجانبي إلى منتصف نهاية الزعنفة الذيلية. لون الجسم فضي وبرتقالي باهت مصفر مع مناطق ذات لون أغمق على طول قاعدة الزعنفة الظهرية. الزعانف الذيلية والحوض والصدرية ذات لون برتقالي مائل للصفرة أغمق من لون الجسم. يبلغ الحد الأقصى لطول هذه السمكة 110 سم (43 بوصة)، على الرغم من أن 45 سم (18 بوصة) أكثر شيوعًا، ويبلغ الحد الأقصى للوزن المعلن 17 كجم (37 رطلاً).

## الإنتشار
عُثِرَ على سينوسيون أكوبا في غرب المحيط الأطلسي حيث تحدث من منطقة مصبات الأنهار في بحيرة ماراكايبو في فنزويلا إلى جنوب البرازيل، حوالي 30 درجة جنوبًا. لم يتم التحقق من السجلات من خليج فنزويلا والساحل الكاريبي لكولومبيا وبنما. يتواجد بعمق يصل إلى 45 مترًا (148 قدمًا) في المياه الساحلية الضحلة بالقرب من مصبات الأنهار فوق القيعان الرملية والطينية.

## الخصائص
سينوسيون أكوبا هي سمكة بيضية، تشكل تجمعات التفريخ في مصبات الأنهار وتستخدم مصبات الأنهار كمناطق حضانة للأسماك الصغيرة منها. تميل البالغة إلى أن تتواجد في المياه الساحلية الضحلة بالقرب من مصبات الأنهار بينما تدخل الصغيرة إلى المياه العذبة. إنها غير نشطة إلى حد ما أثناء النهار ولكنها تصطاد أسماك التنوب الصغيرة والروبيان في الليل.

## الإستخدام
تعتبر سينوسيون أكوبا من الأنواع المستهدفة لمصايد الأسماك التجارية والحرفية أينما كان، ويتم تصنيفها بشكل كبير كسمك غذائي في أسواق الأسماك في غيانا الفرنسية وغيانا. تتمتع مثانة العوم بقيمة عالية في تجارة الماو الدولية، حيث يوجد أعلى طلب في الصين، ويتم تداولها بخصائص غذائية وطبية. كما أنها تستخدم في إنتاج غراء السمك. أدت هذه القيمة في تجارة الماو إلى زيادة الصيد غير المشروع.

## الحماية
تحظى سينوسيون أكوبا بتقدير كبير بسبب لحمها ومثانتها العائمة، فهي تتجمع في تجمعات كبيرة يمكن التنبؤ بها وهي من الأنواع الكبيرة الجسم، وهي خصائص تجعلها عرضة للاستغلال المفرط. هناك أدلة على الصيد الجائر في أن عمليات الإنزال قد انخفضت وزاد الجهد المبذول في الصيد. وقد أدى هذا إلى جانب الافتقار إلى الحماية الفعالة واستمرار الصيد غير القانوني إلى قيام الاتحاد الدولي لحفظ الطبيعة بتصنيف هذه الأنواع على أنها ضعيفة "معرض للهجوم".